# Loxipasser anoxanthus
El semillero jamaicano o semillerito de hombros amarillos (Loxipasser anoxanthus) es una especie de ave paseriforme de la familia Thraupidae endémica de la isla de Jamaica. Es la única especie del género Loxipasser. Anteriormente se clasificaba en la familia Emberizidae.

## Distribución y hábitat
Es una especie endémica de Jamaica, en el mar Caribe. Es bastante común en su reducido hábitat natural: los bordes de selvas húmedas, incluyendo las montanas, y jardines cerca de áreas boscosas, desde el nivel del mar hasta los 1800 m de altitud.

## Descripción
Mide entre 10 y 11,5 cm de longitud y pesa entre 10,5 y 12,5 g. Pequeña, con una cola moderadamente corta y una cabeza grande, pico grueso con el culmen muy arredondado. El macho tiene la cabeza y las partes inferiores hasta el vientre negros, el bajo vientre y los flancos verdosos, contrastanto con el crissum ferrugíneo; por arriba el negro se extiende hasta la nuca y bajo pescuezo, en fuerte contraste con el manto y dorso hasta la cola de color verde pasto; las alas son verdosas, en contraste con los hombros amarillos; el iris es oscuro, las patas y e pico negros. La hembra tiene la cabeza y el pecho de color gris ligeramente lavado de verde; las partes superiores enteramente verdosas lavadas de amarillo, las alas son verdosas fuertemente marcadas de amarillo en los hombros; las partes inferiores abajo del pecho son verde grisáceo, y el crissum ferrugíneo pálido; el pico es color de cuerno y las patas son negruzcas. Los juveniles son como la hembra pero con el amarillo en la dobla de las alas reducido.

## Comportamiento
Forrajea a baja altura, en arbustos y árboles, en grupos pequeños, presumiblemente parejas o grupos familiares. Se alimenta de semillas y frutos y posiblemente también de algunos insectos.

### Reproducción
La temporada reproductiva va de marzo a septiembre. El nido, es un domo finamente tejido de hierbas, con entrada lateral, construido en un árbol o arbusto, o escondido entre epífitas. La nidada es de tres o cuatro huevos blancos con puntos y manchas rojizas o pardo apagado, algunas veces concentrada en el lado más grueso.

### Vocalización
El canto consiste de cinco notas descendientes, con una calidad parecida a un eco.

## Sistemática

### Descripción original
La especie L. anoxanthus fue descrita por primera vez por el naturalista británico Philip Henry Gosse en 1847 bajo el nombre científico Spermophila anoxantha; su localidad tipo es: « Monte Edgecumbe, Jamaica».

### Etimología
El nombre genérico masculino Loxipasser es una combinación de los géneros Loxia, los piquituertos, y Passer, los gorriones, ambos del Viejo Mundo; y el nombre de la especie «anoxanthus» se compone de las palabras del griego  «anō»: por arriba, y «xanthos»: amarillo.

### Taxonomía
Los datos genéticos de Burns et al. (2002, 2003) suministraron un fuerte soporte para un grupo monofilético formado por Coereba, Tiaris, y los pinzones de Galápagos (Certhidea, Platyspiza, Camarhynchus y Geospiza, e incluyendo Pinaroloxias), así como también los géneros caribeños Euneornis, Loxigilla, Loxipasser, Melanospiza y Melopyrrha todos durante décadas colocados en la familia Emberizidae; este grupo aparecía embutido dentro del linaje de los tráupidos. Como resultado de esos estudios, todos los géneros citados, incluyendo Loxipasser, fueron transferidos para Thraupidae.
Finalmente, los estudios de Barker et al. (2013) y Burns et al. (2014) confirmaron fuertemente la monofilia del clado descrito más arriba y propusieron el nombre de una subfamilia Coerebinae, para designarlo.